# Dolichopus minuscula
Dolichopus minuscula är en tvåvingeart som först beskrevs av Octave Parent 1934.  Dolichopus minuscula ingår i släktet Dolichopus och familjen styltflugor.
Artens utbredningsområde är Tanzania. Inga underarter finns listade i Catalogue of Life.